# Isabel Millé Giménez
Isabel Millé Giménez (Almería, 31 de diciembre de 1894 - 9 de septiembre de 1990) fue una investigadora, bibliotecaria y poetisa española. Tuvo una formación amplia y una educación exquisita para la época. Desarrolló su trabajo como archivista e investigadora, junto con su hermano Juan Millé Giménez, y al cuidado de su madre, la también poeta Isabel Giménez García-Casinello.

## Biografía
Su padre, el ingeniero catalán Andrés Millé, emigró a Almería durante el auge minero de la provincia. Fue un hombre de negocios que casó con Isabel Giménez García-Casinello, de una destacada familia burguesa de la provincia. El matrimonio engendró ocho hijos: Juan, Andrés, Carmen, Mª del Mar, Isabel, José, Antonio y Manuel, que muere siendo solamente un niño. 
Isabel nació en la Nochevieja de 1894 en calle La Reina, creció en la plaza Marín y en la calle León, junto al Hospital y próxima al Instituto, Escuela de Artes y Normal Femenina.
El padre era una persona liberal con un espíritu emprendedor y la madre, cultivada en la música, la pintura y literatura,  representaba a un mundo conservador y católico. Tras diversos negocios fallidos, el padre murió de meningitis a la edad de 52 años. Poco después, Isabel, Carmen y  su madre emigraron a Argentina, donde se habían instalado previamente  sus hermanos Juan y Andrés, con éxito en sus respectivas carreras, y más adelante José y Antonio como estudiantes.

## Formación
Aupada por una familia sensible y estudiosa, Isabel se formó inicialmente como maestra en la Escuela Normal de Almería (1918), logrando cuatro matrículas de honor en los cuatro cursos de su formación de magisterio. Poco después hizo el Bachillerato Superior con la idea de ingresar en la universidad y emigró a Buenos Aires, donde convivió con su madre y hermanos durante cinco años. Al regresar a España junto a su madre retomó los estudios en 1925 en la Universidad de Granada consiguiendo las licenciaturas de Lenguas Clásicas y Lenguas Semíticas. Poco después marcha a Madrid para titularse en Archivos y Bibliotecas y se doctora con la tesis, Guzmán el Bueno en la Historia y la Literatura, que obtuvo el premio extraordinario y fue publicada en la Revue Hispanique en 1928, el mismo año en el que consiguió la oposición de archiveros-bibliotecarios. También estudió, complementariamente, las materias de Cosmografía y Ciencias Exactas. Igualmente era traductora de árabe, latín y griego y hablaba correctamente Inglés, francés, italiano, portugués y alemán.  

## Trabajo como archivera-bibliotecaria
Durante sus comienzos como archivera en Almería, recién inaugurada la II República, organizó el Archivo Histórico Provincial, tercero de los fundados en España, a instancia Fernando de los Ríos, ministro de instrucción pública. Más adelante prganizó el Protocolo Notarial, que recogía documentos de 100 años atrás, y fue la fundadora y primera bibliotecaria de la Biblioteca Provincial de Almería, que se albergaba en lo que hoy más adelante sería la Escuela de Artes.   
Durante la guerra civil vivió en Málaga, Sevilla, Toledo y Burgos, ciudades en las que desempeñó diversas labores como archivera. En 1939 regresó a Almería para reorganizar el archivo histórico que había sido destruido por los bombardeos del ejército franquista, y comenzó a impartir clases de griego en el Instituto de Enseñanzas Medias. Cansada del provincianismo de su ciudad, se trasladó a Madrid en 1940, y trabajó en la Biblioteca de la Escuela de Peritos por las mañanas y en la Biblioteca Nacional por las tardes.   
En 1950 regresó a Almería para cuidar de su madre, que falleció en 1951, y ya residió en la ciudad andaluza hasta el final de sus días. Trabajó en el archivo Provincial y en el de Hacienda, jubilándose con más de 70 años. Falleció en 1990, con 96 años.  

## Trabajo de investigación
Su trabajo de investigación estuvo ligado a la labor investigadora de su hermano Juan Millé Giménez, abogado y humanista, estudioso de Góngora. Colaboró en la  Bibliografía Gongorina, editada por Revue Hispanique, y en Las Obras Completas de D. Luís de Góngora, con anotaciones publicadas por Aguilar en Madrid (1932).

## Aproximación a su obra y persona
La investigadora Pura López Cortés entrevistó a las personas que habían trabajado, habían sido sus alumnos o habían convivido con ella, y así la describe:
Culta, con una formación excepcional e influenciada por las ideas liberales de su padre y por el conservadurismo, clericalismo e ideas monárquicas de su madre, tuvo actitudes contradictorias, sumadas a un espíritu extremadamente libre que se veía maniatado en muchas ocasiones por la época represiva en que vivió; forjaron una personalidad solitaria si bien hacía gala de una educación exquisita y una gran conmiseración con los más desfavorecidos. 

Por lo anteriormente dicho no puede extrañarnos que fuera muy tímida, lo que la podía hacer parecer huraña, mas quienes la trataron, hablé con familiares suyos, con mi padre que fue antiguo alumno y con otras personas que la conocieron y dicen de ella que era cordial, amable, buena profesora, muy preocupada siempre por los demás, muy sensible y tal vez el tinte escéptico de su obra venga dado por la frustración de su completísima preparación y capacidades y el escaso campo que tuvo para desarrollarlas al no haber tenido casi nunca lugares más adecuados en que trabajar, relacionarse y realizarse.

## Obra

### Narrativa
- El regreso y otros cuentos. Col. Indaliana. Almería, 1984 (6 relatos)
- La Isla Maravillosa. Revista del Régimen Chicos

### Poesía
- Romancero de la Vida de Jesús, Editado en Buenos Aires, 1947.

- El Navegante Solitario. Ed. Autor, Barcelona -Buenos Aires, 1956.

- Serranías. Ed. Autor, Barcelona -Buenos Aires, 1957.

- Águilas y Cimas. Ed. Autor Madrid 1960.

- Ana María, Ed. Diputación de Almería, Almería, 1962.

- Bautismo de Sangre. Ed. Caja de Ahorros de Almería, 1972.

- Cosmogonía. Edit Cajal, Almería, 1974.

## Reconocimientos
- Premio Extraordinario de Licenciatura en Lenguas Clásicas.
- Placa-homenaje a Isabel Millé Giménez en su casa natal de calle La Reina n.º 11 en Almería.[2]
- En 2020, fue incluida dentro del proyecto “Mujeres Investigadoras en los Archivos Estatales (1900-1970)” para la descripción archivística y creación de un micrositio específico en el Portal de Archivos Españoles (PARES), desarrollado entre 2020-2023. Este proyecto ha sido impulsado por la Subdirección General de Archivos Estatales, con el objetivo visibilizar la labor de investigación realizada en España por las mujeres en el intervalo 1900-1970 partiendo de los registros documentales que se conservan en los Archivos de Gestión de los AAEE del Ministerio de Cultura (el Archivo Histórico Nacional, el Archivo de la Corona de Aragón, el Archivo General de Simancas, el Archivo General de Indias, el Archivo de la Real Chancillería de Valladolid, el Archivo General de la Administración y el Centro de Información Documental de Archivos).[4]